# Белянка (Нижньосілезьке воєводство)
Белянка (пол. Bielanka, нім. Lauterseiffen) — село в Польщі, у гміні Львувек-Шльонський Львувецького повіту Нижньосілезького воєводства.
Населення — 180 осіб (2011).
У 1975-1998 роках село належало до Єленьоґурського воєводства.

## Демографія
Демографічна структура станом на 31 березня 2011 року:
|          | Загалом | Допрацездатний вік | Працездатний вік | Постпрацездатний вік |
| -------- | ------- | ------------------ | ---------------- | -------------------- |
| Чоловіки | 91      | 16                 | 63               | 12                   |
| Жінки    | 89      | 15                 | 53               | 21                   |
| Разом    | 180     | 31                 | 116              | 33                   |